# 外西北
外西北（がいせいほく）は北京条約、カシュガル条約、塔城界約、塔城界約続約、イリ条約などの一連の不平等条約を通じて清からロシア帝国に渡った面積約44万平方キロメートルの地区。以前はオイラトモンゴルの一部分で、大部分が乾隆帝の時期に清軍がジュンガルに西征して得たものである。
北限は外モンゴルのタンヌ・ウリャンカイ（現トゥヴァ共和国）十佐領であり、南はアフガニスタンのワハーン回廊に着く。ソビエト連邦の崩壊後、これらの土地の大部分はロシアに属さず、カザフスタン、キルギス、タジキスタンなどの国に属する。カザフスタン最大の都市のアルマトイは外西北の範囲内にある。ザイサン湖、阿拉湖、イシク・クル、バルハシ湖などの湖もこの地区に位置している。